# 赤星健次
赤星 健次（あかほし けんじ、1985年11月19日 - ）は、日本の漫画家、イラストレーター。

## 作品リスト

### 小説挿絵
レヴィアタンの恋人
レーベル：ガガガ文庫（小学館）、著：犬村小六、既刊4巻

### 漫画
IS 〈インフィニット・ストラトス〉
原作：弓弦イズル、キャラクター原案：Okiura、連載誌：月刊コミックアライブ（2010年7月号 - 2012年9月号、メディアファクトリー）